# Desmopsis panamensis
Desmopsis panamensis är en kirimojaväxtart som först beskrevs av Benjamin Lincoln Robinson och som fick sitt nu gällande namn av William Edwin Safford.
Desmopsis panamensis ingår i släktet Desmopsis och familjen kirimojaväxter. Inga underarter finns listade i Catalogue of Life.